# Blarinomys breviceps
Blarinomys breviceps е вид гризач от семейство Мишкови (Muridae). Видът не е застрашен от изчезване.

## Разпространение
Разпространен е в Аржентина и Бразилия.

## Описание
На дължина достигат до 10,5 cm, а теглото им е около 36,8 g.
Популацията на вида е намаляваща.